# Charles Percier

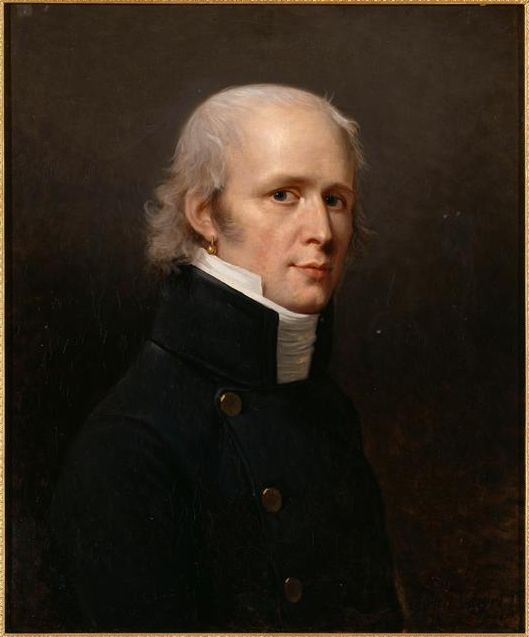
Charles Percier

Charles Percier (* 22. August 1764 in Paris; † 5. September 1838 ebenda) war ein französischer Architekt und Raumausstatter. In Zusammenarbeit mit seinem Studienkollegen Pierre-François-Léonard Fontaine war er für Joséphine de Beauharnais und Napoléon Bonaparte tätig. Gemeinsam wurden die beiden  Baumeister während des Konsulats mit dem Umbau und der Ausstattung des Schlosses Malmaison beauftragt und im Ersten Kaiserreich mit der Errichtung des Arc de Triomphe du Carrousel in Paris. Percier ist dem Empirestil, einer unter Napoléon entstanden Form des Klassizismus zuzuordnen, zu dessen Hauptvertretern er zählt.  

## Leben
Perciers Ausbildung an der Ecole Royal Gratuite de Dessin in Paris in den Jahren von 1773 bis 1779 war die erste künstlerische Etappe seiner Laufbahn, während der er zum Architekten des Kaisers Napoléon I. und maßgeblichen Dekorateur des Empire aufstieg. Die Ausbildung an dieser 1766 durch den Maler Jean-Jacques Bachelier (1724–1806) gegründeten Schule knüpfte an das klassische Formenrepertoire der italienischen Hochrenaissance, des Manierismus sowie des style Louis XIV an. Dabei wurde Perciers zweidimensionaler linearer Zeichenstil geformt während die im Unterricht geforderten Formstudien seinen Blick für das Detail schärften.
Ab 1779 studierte Percier an der Académie royale d’architecture in Paris. Seine Lehrer waren  Antoine-François Peyre Peyre le jeune (1739–1823) und der Professor J.-D. Le Roy (1724–1803). Gleichzeitig arbeitete er für P. A. Pâris (1745–1819), vervollkommnet bei einem der besten Architekturzeichner der Zeit seine Darstellungstechnik. 
Im Jahr 1786 wurde er von der Académie mit dem Prix de Rome ausgezeichnet, der mit einem längeren Studienaufenthalt in Rom verbunden war. Dort führte Percier von 1786 bis 1791 an der Académie de France à Rome die begonnene methodische Erarbeitung des Motivschatzes der spätrömischen Architektur und der Renaissance fort. Dabei entwickelte er das sein späteres Werk prägende eklektizistische Kompositionsverfahren. Die Studien Perciers in Rom sind von der Auseinandersetzung mit der spätklassischen Bauplastik und -ornamentik geprägt.

## Werkauswahl

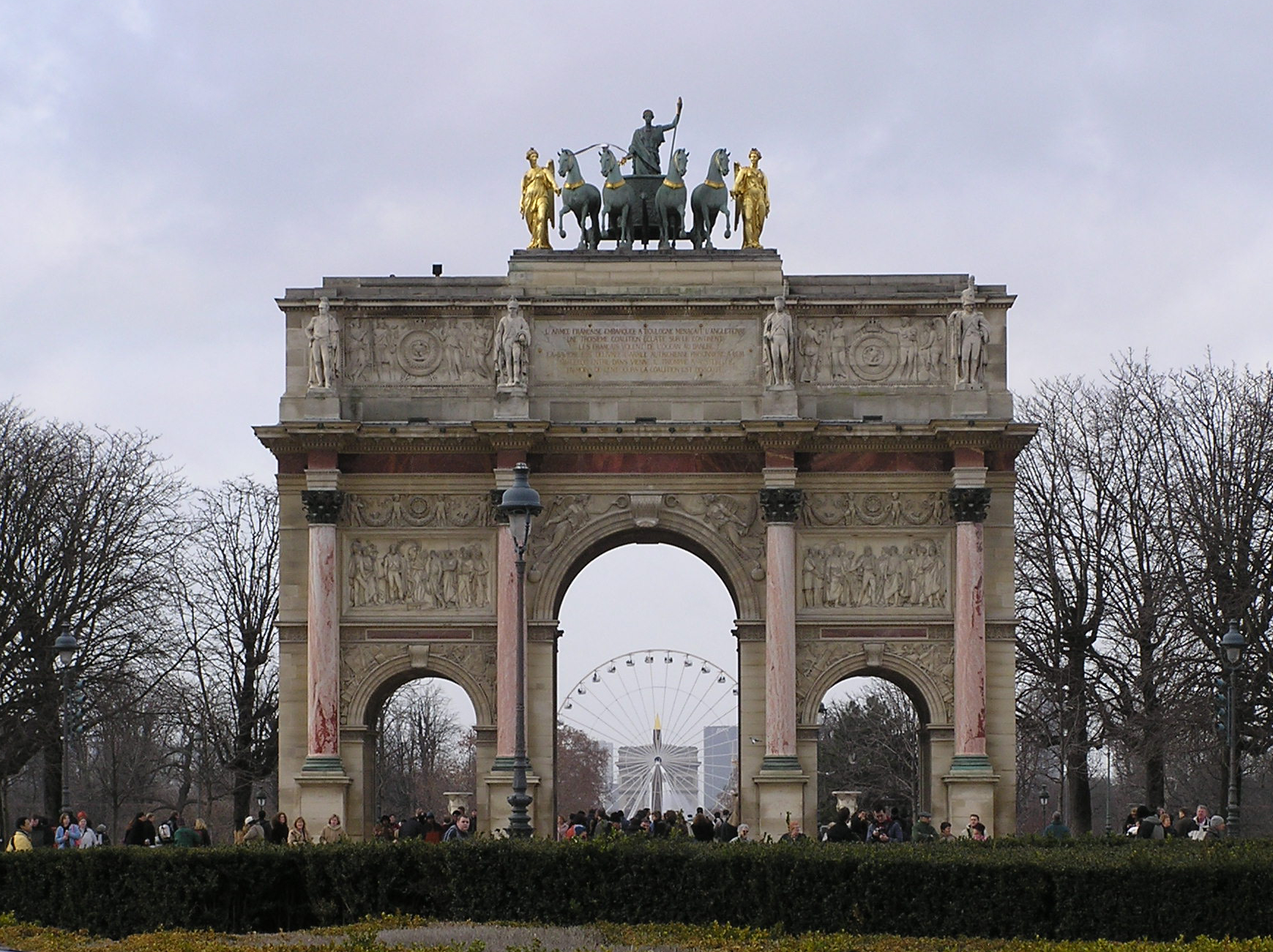
Arc de Triomphe du Carrousel, Paris.
Blick nach Westen.

Architektur und Dekor (mit Fontaine):
- 1795–1797: Palais des Tuileries, Paris, Südflügel, Umbau des „Salle de la Convention“ genannten Saales in einen Theatersaal (zerstört)
- 1800–1802: Schloss Malmaison, Rueil-Malmaison, Umbau und Ausstattung
- 1802: rue Impériale (heute Rue de Rivoli), Paris
- 1802–1812: Palais du Louvre, Paris, Flügel der rue de Rivoli
- 1804: Schloss Fontainebleau, Fontainebleau
- 1807–1809: Arc de Triomphe du Carrousel, Paris

Bauaufmaße: 
- 1786 Reiseskizzen von Lyon, Turin, Parma, Florenz und Rom.
- 1786–1788 Aufmaßzeichnungen des Septimius-Severus-Bogens.
- 1788–1789 Aufmaßzeichnungen der Trajanssäule.

Entwürfe:
- 1779–1786 Studienentwürfe der Académie d’Architecture.
- 1786–1789 Studienentwürfe der Académie de France in Rom
- 1787–1791 vermutete Mitarbeit an Canovas Entwurf zum Grabmal für Clemens XIII., Rom.
- 1788–1791 vermuteter Entwurf eines Wohnhauses und Ateliergebäude für Canova.
- 1788 Grabmal für den befreundeten Maler und Schüler Davids, G.J. Drouais, Rom.
- 1789 Entwurf einer Villa in Toulouse für Graf Stanislas Poniantowski.
- 1806/1807 Entwürfe zu den bayerischen Kroninsignien.
- 1824 Grabmal der Comtesse d’Albany, Florenz.

Gemeinsam mit Fontaine herausgegebene Schriften: 
- 1798 Palais, maisons et autres édifices modernes dessinés à Rome
- 1809  Choix des plus célèbres maisons de plaisance de Rome et de ses environs
- 1811 Description des cérémonies et des fêtes qui ont eu lieu pour le mariage de Napoléon Ier avec l’archiduchesse Marie-Louise
- 1812 Recueil de décoration intérieure concernant tout ce qui rapporte à l’ameublement
- 1833 Résidences des souverains de France, d’Allemagne, de Russie, etc.